# 加尔希普克塔
加尔希普克塔（Garhi Pukhta），是印度北方邦Muzaffarnagar县的一个城镇。总人口12104（2001年）。

## 人口
该地2001年总人口12104人，其中男性6436人，女性5668人；0—6岁人口2538人，其中男1330人，女1208人；识字率44.45%，其中男性为52.05%，女性为35.82%。